# Semiothisa yavapai
Semiothisa yavapai är en fjärilsart som beskrevs av Grossbeck 1907. Semiothisa yavapai ingår i släktet Semiothisa, och familjen mätare. Inga underarter finns listade.